# Eleccions legislatives de Gàmbia de 2017
El 6 d'abril de 2017 es van celebrar eleccions legislatives a Gàmbia. Van ser les primeres eleccions legislatives des de la investidura d'Adama Barrow com a president i es van traduir amb una victòria aclaparadora del Partit Democràtic Unit, que va obtenir 31 dels 53 escons.